# پاتریشیا کیچر
پاتریشیا دبلیو کیچر (متولد ۱۹۴۸) پروفسور روبرتا و ویلیام کمپبل در رشته فلسفه در دانشگاه کلمبیا است، وی به دلیل کارش در مورد امانوئل کانت و فلسفه روان‌شناسی به‌طور گسترده‌ای شناخته شده‌است. او سمت‌های بسیاری را در دانشگاه‌های مختلف داشته‌است. وی همچنین رئیس مؤسس کمیته‌ای در دانشگاه کالیفرنیا است و نقش رهبری در سازمان‌های حرفه‌ای متعددی دارد. برجسته‌ترین علایق کیچر در طول زندگی حرفه ای اش به شناخت و اخلاق کانتی مربوط می‌شود. او نویسنده چندین مقاله و دو کتاب است.

## تحصیلات و شغل
پاتریشیا ویلیامز به دنیا آمد و در کالج ولزلی تحصیل کرد. سپس در مقطع کارشناسی ارشد در رشته فلسفه در پرینستون زیر نظر جورج پیچر تحصیل کرد. کیچر در دانشگاه ورمونت، دانشگاه مینه‌سوتا، و دانشگاه کالیفرنیا، سن دیگو، و در دانشگاه میشیگان سمت‌های هیئت علمی داشته‌است. در سال ۱۹۹۸ به دانشگاه کلمبیا رفت و در آنجا استاد مارک ون دورن در علوم انسانی و رئیس دپارتمان فلسفه شد. او با همسرش فیلیپ کیچر، فیلسوف کلمبیا، در شهر نیویورک زندگی می‌کند و از او دو پسر به نام‌های اندرو و چارلز دارد.
او به عنوان رئیس دپارتمان در سه دانشگاه مختلف خدمت کرده‌است و رئیس مؤسس کمیته دانشگاه کالیفرنیا در مورد وضعیت زنان بوده‌است. او همچنین رئیس انجمن فلسفه و روان‌شناسی، رئیس انجمن کانت آمریکای شمالی، و در هیئت تحریریه مجله فلسفه بود.

## کار فلسفی
علاقه کیچر به شناخت در اوایل دوران کاری اش آشکار شد و در طول زندگی حرفه‌ای‌اش به شکل‌دهی و اطلاع‌رسانی به آن ادامه داد. پایان‌نامه دکترای او از معیار تداوم روان‌شناختی برای هویت شخصی دفاع کرد، اما دامنه معیار روان‌شناختی را فراتر از آن چیزی که به‌طور سنتی در نظر گرفته شده بود، گسترش داد تا شامل ویژگی‌های شناختی گسترده‌تر و انتزاعی‌تر، مانند رویکرد شناختی یا سبک شناختی شود. از آن زمان تاکنون آثار او به‌طور گسترده‌ای از فلسفه سنتی روان‌شناسی، تا زیگموند فرویدگسترش یافته و در نهایت به علاقه اصلی او، فلسفه امانوئل کانت، منتهی شده‌است.
کیچر در کارهای اولیه خود تعدادی مقاله در فلسفه روان‌شناسی، فلسفه ذهن و فلسفه علم نوشت. او درمورد روان‌شناسی قصدی و استقلال روان‌شناسی کارکردگرا از فیزیولوژی عصبی به تحقیق پرداخت. کارهای بعدی او عمدتاً بر تحلیل مشکلات ناشی از تفسیر اولین نقد کانت متمرکز شد. کیچر مقالات متعددی در مورد اشکال شهود، معرفت‌شناسی کانت، خودآگاهی و نحوه عملکرد استدلال‌های متعالی نوشته‌است.
کیچر دو کتاب نوشته‌است که موضوعات روانشناختی را نیز دنبال می‌کند. روان‌شناسی استعلایی کانت یک انحراف رادیکال از اکثر تفسیرهای کانت بود. این کتاب دو ادعای اصلی در مورد نقد عقل محض دارد. نخست، برخلاف پیتر فردریک استراوسون، کیچر استدلال می‌کند که برای درک دانش پیشینی ترکیبی، ضروری است که روان‌شناسی استعلایی را در نظر بگیریم. دوم، او یک استدلال کانتی را برای ضرورت یک موضوع تفکر یکپارچه توضیح می‌دهد، که به عنوان پاسخی به نظریه انکار وحدت خود توسط فیلسوف بریتانیایی، دیوید هیوم عمل می‌کند.
کتاب دیگرش، متفکر کانت (۲۰۱۱)، توسط پل گویر در مجله اروپایی فلسفه «یک اثر جاه طلبانه و چالش‌برانگیز» نامیده شد. در این کتاب، او به کار بر روی «موضوع اصلی کار قبلی‌اش: چگونگی درک دیدگاه کانت دربارهٔ وحدت خودآگاهی در نقد عقل محض» ادامه می‌دهد.
در کتاب رؤیای فروید، کیچر استدلال کرد که فروید اولین دانشمند شناختی بود. همچنین وی معتقد است روانکاوی را باید یک نظریه بین رشته‌ای در نظر گرفت، و به این ترتیب، دام‌هایی را که چنین رویکردهای میان رشته‌ای در معرض آن قرار دارند، روشن می‌کند. (کیچر به شوخی می‌گوید که استدلال‌های او توانست همه خوانندگان را از خود دور کند. هم فرویدی‌ها، زیرا او پایه‌های اشتباه روانکاوی فرویدی را افشا می‌کند، و هم ضد فرویدی‌ها، زیرا عقاید او را از نظر علمی مشروع نشان می‌دهد)
در اواخر قرن بیستم، علایق کیچر به سمت اخلاق کانتی معطوف شد. آثار او در این دوره شرحی از اصول کانتی و تفسیری از استدلال کانت برای تدوین قانون جهانی برای امر مطلق ارائه می‌دهد.

## جوایز
کیچر اخیراً به خاطر کارش در آموزش و در زمینه آکادمیکش مورد احترام بسیاری بوده‌است. او در سال ۲۰۱۷ برنده جایزه معلم بزرگ انجمن فارغ التحصیلان کلمبیا شد. این جوایز سالانه به یک استاد برجسته به دلیل توانایی آنها در ارائه ارائه شفاهی مؤثر، توانایی ارتباط مثبت با دانشجویان خارج از کلاس و برای «جایگاه شناخته شده آنها در رشته‌های دانشگاهی مربوطه» اعطا می‌شود.

## کتابشناسی برگزیده
- "رابطه حیاتی در هویت شخصی." مجله فلسفه کانادا 7 (1) (۱۹۷۸): ۱۳۱–۱۴۵.
- "کانت در مورد هویت خود." نقد فلسفی ۹1 (1) (۱۹۸۲): ۴۱–۷۲.
- «پارالوژیسم‌های کانت». نقد فلسفی ۹1 (4) (۱۹۸۲): ۵۱۵–۵۴۷.
- "در دفاع از روانشناسی قصدی." مجله فلسفه ۸1 (2) (۱۹۸۴): ۸۹–۱۰۶.
- «رده‌بندی باریک و کارکردگرایی گسترده». فلسفه علم ۵2 (1) (۱۹۸۵): ۷۸–۹۷.
- "کشف اشکال شهود." نقد فلسفی ۹6 (1987): ۲۰۵–۲۴۸.
- 978-0-19-802259-6
- 978-0-262-61115-2[۵]
- «بازنگری در معرفت‌شناسی کانت: شک گرایی، اولویت و روان‌شناسی». Noûs 29 (3) (1995): 285–315.
- 978-0-8476-8917-0
- "کانت در مورد خودآگاهی." نقد فلسفی ۱۰8 (1999): ۳۴۵–۳۸۶.
- «دربارهٔ تفسیر متفکر کانت به «من» ویتگنشتاین». فلسفه و پژوهش پدیدارشناسی ۶1 (2000): ۳۳–۶۳.
- «برهان کانت برای امر مقوله ای». Noûs 38 (4) (2004) 555-584.
- 978-0-19-984248-3[۶]